# Нижний Пёлдус
Нижний Пёлдус — река в России, течёт по территории Мезенского района Архангельской области. Устье реки находится в 119 км по левому берегу реки Пёзы. Длина реки составляет 19 км.

## Данные водного реестра
По данным государственного водного реестра России относится к Двинско-Печорскому бассейновому округу, водохозяйственный участок реки — Мезень от водомерного поста деревни Малонисогорская и до устья. Речной бассейн реки — Мезень.
Код объекта в государственном водном реестре — 03030000212103000049996.